# ザ・ディープ (2012年の映画)
『ザ・ディープ（Djúpið）は、2012年のアイスランドのドラマ映画。監督はバルタザル・コルマキュル。1984年に起きたアイスランドの漁船沈没事故と、その事故からただ一人生還した漁師の男の実話を基にしている。
第85回アカデミー賞の外国語映画賞にアイスランド代表として出品され、最終選考9作品に残ったが、本戦ノミネートには至らなかった。

## キャスト
- グッリ - オラフル・ダッリ・オラフソン
- パッリ - ヨハン・G・ヨハンソン（アイスランド語版）
- ヨン - ステファン・ハルール・ステファンソン（アイスランド語版）
- グッリの父 - テオドール・ユーリウスソン（アイスランド語版）
- ラウルス - スロストゥル・レオ・グンナルソン（英語版）